# Middlesex (novela)
Middlesex es una novela de Jeffrey Eugenides publicada en 2002 por Farrar, Straus and Giroux. El libro fue un éxito de ventas, con más de cuatro millones de copias vendidas desde su publicación. Sus personajes y eventos se basan libremente en aspectos de la vida de Eugenides y observaciones sobre su herencia griega. No es una autobiografía, ya que a diferencia del protagonista, Eugenides no es intersexual. El autor decidió escribir Middlesex después de leer en 1980 las memorias de Herculine Barbin y estar insatisfecho con su discusión sobre la anatomía y las emociones intersexuales.
Principalmente una novela de aprendizaje y una saga familiar, narra el efecto de un gen mutado en tres generaciones de una familia griega, lo que provoca cambios trascendentales en la vida del protagonista. Según los eruditos, los temas principales de la novela son la naturaleza frente a la crianza, el renacimiento y las diferentes experiencias de lo que la sociedad construye como polos opuestos, como las que se encuentran entre hombres y mujeres. Discute la búsqueda del Sueño americano y explora la identidad de género. Contiene muchas alusiones a la mitología griega, incluidas criaturas como el Minotauro, mitad hombre y mitad toro, y la Quimera, un monstruo compuesto por varias partes de animales.
El narrador y protagonista Cal Stephanides (inicialmente llamado "Callie") es un hombre intersexual de ascendencia griega con Deficiencia de 5α-reductasa 2, lo que hace que tenga ciertos rasgos femeninos. La primera mitad de la obra trata sobre la familia de Cal y describe la migración de sus abuelos desde Bursa, una ciudad en Asia Menor, a los Estados Unidos en 1922. Sigue su asimilación en la sociedad estadounidense en Detroit, Míchigan, entonces una ciudad industrial en auge. La segunda mitad de la novela, ambientada a finales del siglo XX, se centra en las experiencias de Cal en su ciudad natal de Detroit y su escape a San Francisco, donde acepta su modificada identidad de género.
Entertainment Weekly, Los Angeles Times y The New York Times Book Review consideraron a Middlesex como uno de los mejores libros de 2002, y algunos académicos creían que la novela debería ser considerada para el título de Gran Novela Estadounidense. En general, los críticos consideraron que la novela logró retratar el drama de los inmigrantes griegos y también quedaron impresionados con la descripción de Eugenides de su ciudad natal de Detroit, elogiándolo por sus comentarios sociales. Los revisores de las comunidades médica, gay e intersexual elogiaron en su mayoría a Middlesex,  aunque algunos comentaristas intersexuales han sido más críticos. En 2007, el libro apareció en el Club de lectura de Oprah.

## Concepción, investigación y publicación

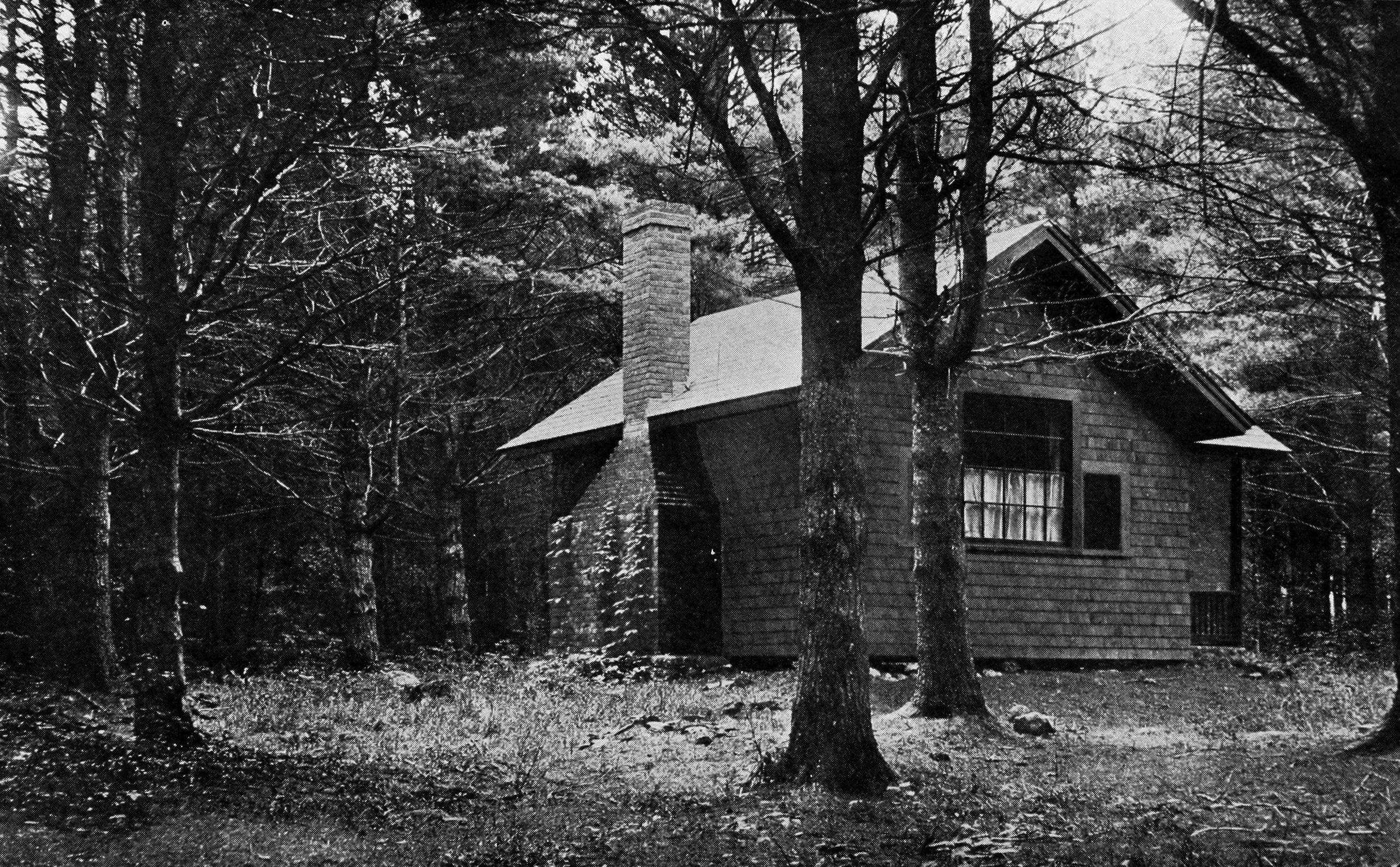
Eugenides encontró productivo el ambiente en MacDowell Colony.

Después de publicar su primera novela, Las vírgenes suicidas, en 1993, Jeffrey Eugenides comenzó con su próximo proyecto, Middlesex. Se inspiró al leer Herculine Barbin, el diario de una colegiala de un convento francés del siglo XIX que era intersexual. Eugenides había leído las memorias por primera vez una década antes y creía que evadía la discusión sobre la anatomía y las emociones de las personas intersexuales. Tenía la intención de que Middlesex fuera "la historia que [él] no obtenía de las memorias".
Eugenides trabajó en Middlesex durante nueve años. Comenzó a escribir durante su residencia de corta duración en la Colonia MacDowell en New Hampshire, Estados Unidos, y terminó la novela en Berlín, Alemania, donde había obtenido una beca del Servicio Alemán de Intercambio Académico en 1999. Eugenides pasó los primeros años tratando de establecer la voz narrativa de su novela. Quería "[contar] eventos épicos en tercera persona y eventos psicosexuales en primera persona". Según Eugenides, la voz "tenía que representar la experiencia de un adolescente y un hombre adulto, o un hermafrodita identificado como hombre adulto".
Aunque Eugenides buscó el consejo de expertos sobre la intersexualidad, la sexología y la formación de la identidad de género, se abstuvo de reunirse con personas intersexuales y dijo: "[Yo] decidí no trabajar en ese modo de reportaje. En lugar de tratar de crear una persona separada, traté de fingir que tenía esta [característica física] y que había vivido esto tanto como pude". Eugenides leyó libros, revisó muchas hojas de microfichas y cintas de video y boletines que trataban el tema. Visitó el Centro Schomburg para la Investigación de la Cultura Negra de la Biblioteca Pública de Nueva York para buscar la única copia de un libro sobre una "figura histórica escurridiza". Descubrió detalles de lo que él consideraba una condición intersexual vívida mientras buscaba en la Biblioteca médica de la Universidad de Columbia.
Después de descubrir en su investigación de biblioteca la deficiencia de 5-alfa-reductasa, una condición autosómica recesiva que se manifiesta principalmente en grupos de población aislados y endogámicos, su percepción de la novela cambió significativamente. En lugar de una "autobiografía ficticia delgada" de un individuo intersexual, la novela tendría un alcance épico, rastreando las vidas de tres generaciones de greco-estadounidenses. Eugenides vivía en Brooklyn cuando comenzó su primer borrador de la obra. Pasó por un largo proceso creativo. Escribiría 50 páginas de una sola voz, reiniciaría con una voz diferente en 75 páginas y luego buscaría un ángulo narrativo diferente. Quería que la novela fuera un retrato "íntimo" de la transformación del protagonista Cal, por lo que escribió un borrador en primera persona con su voz. Sin embargo, no pudo retratar íntimamente a los abuelos de Cal, por lo que abandonó por completo el borrador del año anterior a favor de escribir el libro en tercera persona. Poco a poco violó su convención narrativa al restaurar la voz en primera persona en medio de la narración en tercera persona para representar la mentalidad de Cal y de sus abuelos. Durante el proceso de escritura, Eugenides se mudó de Brooklyn a Manhattan y luego regresó a Brooklyn. Preocupado por el sonido forzado de la narración, agregó instancias de "auto-reflexividad" a la voz de Cal. Después de varios años de luchar con la voz narrativa, Eugenides finalmente se sentó en su escritorio y escribió la página inicial de Middlesex, "500 palabras que contenían el ADN para la síntesis de proteínas de todo el libro".
Middlesex fue publicado para el mercado norteamericano en septiembre de 2002 por Farrar, Straus y Giroux en los Estados Unidos y Vintage Canada para Canadá. Un mes después, fue lanzado en el Reino Unido por Bloomsbury Publishing. La novela ha sido traducida a 34 idiomas. La edición en español fue traducida por Benito Gómez Ibáñez y lanzada en 2003 después de que el editor, Jorge Herralde, adquiriera los derechos en una "dura subasta".

## Trama
Cal Stephanides (su identidad masculina), también conocido como Calliope (femenino), cuenta cómo la deficiencia de 5-alfa-reductasa, una condición recesiva, hizo que naciera con características femeninas. El libro continúa con relatos de la historia de su familia y la concepción de Cal, su infancia y adolescencia, habiendo sido criado como una niña, y el descubrimiento de su condición intersexual. Cal da su opinión sobre los eventos en retrospectiva, luego del funeral de su padre. Middlesex está ambientado en el siglo XX e intercala elementos históricos, como las guerras de los Balcanes, la Nación del Islam, los disturbios de Detroit de 1967 y el escándalo de Watergate en la historia.
En 1922, el abuelo paterno de Cal, Eleutherios "Lefty" Stephanides, vive en Bithynios, un pueblo de Asia Menor. En el pequeño pueblo, en lo alto de la ladera del Ulu Dag sobre la ciudad de Bursa, los matrimonios incestuosos entre primos son una práctica discretamente aceptada. Lefty se gana la vida vendiendo pupas de gusanos de seda cosechados por su hermana, Desdémona. Los hermanos son huérfanos, sus padres fueron víctimas de la guerra greco-turca en curso. Lefty y Desdémona desarrollan una relación romántica a medida que avanza la guerra. Huyen del caos provocado por la guerra en un barco de los Estados Unidos en medio del Incendio de Esmirna. Con sus historias desconocidas para los demás pasajeros, se casan a bordo del barco.
Después de llegar a Nueva York, se acomodan con su prima Surmelina "Lina" Zizmo, en Detroit, Míchigan. Lina es una lesbiana encerrada y la única persona que sabe de la relación incestuosa de los hermanos. Lefty acepta un trabajo en Ford Motor Company, pero luego es despedido. Sin saberlo, se une al marido de Lina, Jimmy, en el contrabando de bebidas alcohólicas. Desdémona da a luz a un hijo, Milton, y a una hija, Zoe. Lina da a luz a una hija, Theodora o "Tessie". La relación entre Lefty y Desdémona decae después de que ella se entera de que existe una mayor posibilidad de enfermedades genéticas en los niños nacidos de incesto. En 1924, después del nacimiento de Milton, Lefty abre un bar y una sala de juegos llamada Zebra Room.
Milton y Tessie se casan en 1946. Tienen dos hijos, Chapter Eleven y Calliope ("Callie"). Antes del nacimiento de Callie, Desdémona predice que el vástago será un niño, aunque los padres se preparan para una niña. Chapter Eleven es un niño biológicamente "normal", Callie es, sin embargo,  intersexual. Sin darse cuenta de esto, su familia cría a Callie como una niña. Aspectos de la vida familiar se retratan en el marco del auge y la caída de la industria de Detroit. La familia se ve envuelta en los disturbios de Detroit de 1967, como resultado de las tensiones raciales, después de que el presidente Johnson autorizara el uso de tropas federales y el restaurante familiar fuera allanado durante este período. Debido a la amenaza de la integración escolar, la familia se muda a una casa en Middlesex Boulevard, Grosse Pointe (Míchigan).
Cuando tiene 14 años, Callie se enamora de su mejor amiga, a quien Callie se refiere como el "Objeto oscuro". Callie tiene sus primeras experiencias sexuales con ella, y con un hombre, el hermano del Objeto Oscuro. Después de que resulta herida por un tractor, un médico descubre que es intersexual. Se somete a pruebas y exámenes en una clínica de Nueva York y se determina que su cuerpo desarrollará naturalmente rasgos más masculinos. Después de aprender sobre el síndrome y enfrentar la perspectiva de una cirugía de reasignación de sexo para que su anatomía parezca "normalmente" femenina, Callie huye y asume una identidad masculina como Cal. Hace autostop a campo traviesa y llega a San Francisco, donde se une a un espectáculo burlesco como Hermafrodito.
Cal es arrestado por la policía durante una redada en su lugar de trabajo y liberado bajo la custodia de Chapter Eleven, enterándose de la reciente muerte de su padre. Los hermanos regresan a la casa de su familia en Middlesex. Desdemona le confiesa en privado a Cal que su esposo también es su hermano, reconoce la condición de Cal y la asocia con historias de su antiguo pueblo sobre niños nacidos de incesto. Mientras se lleva a cabo el funeral de Milton en la iglesia, Cal se para en la entrada de la casa de su familia, asumiendo el papel exclusivo de los hombres en las tradiciones griegas, para evitar que el espíritu de su padre vuelva a entrar en la casa.
Años más tarde, Cal se convierte en un diplomático estacionado en Berlín. Conoce a Julie Kikuchi, una mujer japonesa-estadounidense, y tentativamente comienza una relación con ella después de contarle su pasado.

## Elementos autobiográficos
Los reporteros y críticos notaron que muchos personajes y eventos en Middlesex son paralelos a los de la vida de Eugenides. El autor negó haber escrito la novela como una autobiografía. En una entrevista de National Public Radio en 2002, comentó sobre las similitudes:

Because the story is so far from my own experience, I had to use a lot of details from my own life to ground it in reality, to make it believable for me and then hopefully for the reader, as well. So I would use my own physical appearance. I would use details from my grandparents' life, the streets they lived on, the kinds of places they lived. And all this made it real for me because it was a tall order to write such a story.
Debido a que la historia está tan alejada de mi propia experiencia, tuve que usar muchos detalles de mi propia vida para fundamentarla en la realidad, para hacerla creíble para mí y, con suerte, también para el lector. Así que usaría mi propia apariencia física. Usaría detalles de la vida de mis abuelos, las calles en las que vivían, los tipos de lugares en los que vivían. Y todo esto lo hizo real para mí porque era una tarea difícil escribir una historia así.

Eugenides mezcló realidad y ficción en su libro. Como Cal, el autor nació en 1960, a diferencia de su creación, no es intersexual ni transgénero. Su familia se mudó a una casa en Middlesex Road en Grosse Pointe después de los disturbios de Detroit en 1967. Eugenides estudió en la University Liggett School, una institución privada que sirvió como modelo para la Baker and Inglis School for Girls a la que asiste Cal. Aprovechó su propio "trauma en el vestuario", una experiencia adolescente de estar desnudo entre muchos otros cuerpos desnudos, y lo usó para desarrollar el autodescubrimiento de Callie de su cuerpo durante la pubertad. Basó el nombre del personaje, el "Objeto oscuro", en un compañero de clase de la Universidad de Brown a quien encontró atractivo y a quien le dio ese apodo.
Eugenides se casó con una artista estadounidense de origen japonés, Karen Yamauchi y se mudó a Berlín.
Eugenides es de ascendencia griega, aunque solo por parte de su padre. Aunque sus abuelos paternos no eran hermanos como Stephanides, eran recolectores de seda como sus contrapartes ficticias. También como Cal, Eugenides aprendió algunas costumbres griegas para comprender mejor a sus abuelos. La Sala Zebra y la profesión de cantinero son otros rubros compartidos por sus abuelos, Eugenides dijo que la inclusión de la barra era un "código secreto deliberado para rendir homenaje a mis abuelos y mis padres". Varios aspectos del Chapter Eleven se basaron en el hermano mayor de Eugenides, quien se retiró de la sociedad durante una "fase hippie" en su vida. Mientras revisaba y editaba el libro, el autor eliminó información que podría ser ofensiva para sus familiares. No todo ese material fue extirpado, Eugenides dijo: "Todavía puede haber cosas allí que arden".

## Estilo
"La escritura en sí trata de mezclar cosas, injertar vuelos de fantasía descriptiva con fragmentos de diálogo conversacional, detenerse brevemente para esbozar personajes que pasan o explicar algo de un mundo pasado."
Varios críticos consideraron que Middlesex era demasiado detallado. The Economist describió la novela como "pesada" y dijo que la historia principal (la de Cal) no "despega hasta la mitad" del libro. Richard Lacayo de Time estuvo de acuerdo, consideró que los cientos de páginas sobre los abuelos de Cal y varios eventos históricos eran trilladas, lo que hacía que el enfoque de Middlesex fuera  "suelto" (footloose) en algunas partes. Varios pasajes de la novela exhiben la obsesión de Eugenides por la "voluptuosidad verbosa". Un ejemplo señalado por Thea Hillman en su reseña es un incidente en el que Cal dice: "Me senté en mi asiento, en un estado de agitación voluptuosa, de voluptuosidad agitada, hasta mi parada. Entonces salí tambaleándome." Daniel Soar expresa una opinión opuesta en su artículo para la London Review of Books. Según Soar, Eugenides hizo "tanto el fondo como el primer plano con todo el detalle necesario", pasando sin problemas del pasado al presente. A pesar del tono inverosímil de los acontecimientos de la novela, el autor logra "justificarlos y motivarlos elaboradamente". La calidad de escritura de Middlesex fue desigual según las opiniones de Hillman y otro crítico, Sebastian Smee. Este último señaló que Eugenides en ocasiones se mueve del sentimiento ("Recuerdo la primera vez que nos quitamos la ropa uno frente al otro. Era como desenrollar vendajes") hasta el "periodismo basura" ("¿Has oído hablar de los artistas de instalación? Bueno, el Objeto [un gran fumador] era un artista de la exhalación") en varias ocasiones.
El humor y la ironía se utilizan con frecuencia en el libro. Mark Lawson de The Guardian consideró que el tono del narrador era "sardónicamente empático[ético]", y otros críticos han caracterizado el comienzo de la novela como cómico. Cuando Cal es bautizado de niño por el padre Mike, un clérigo ortodoxo griego, el sacerdote recibe una sorpresa: "De entre mis piernas de querubín salió disparado un chorro de líquido cristalino... Impulsado por una vejiga llena, rozó el borde de la fuente... [y] golpeó al padre Mike justo en el medio de la cara". Derek Weiler del Toronto Star notó que Eugenides tiene comentarios ingeniosos sobre palabras compuestas alemanas y las "horribles cualidades de los baños públicos de hombres". El autor empleó otro dispositivo de escritura — la incongruencia abrupta — al describir la apariencia física de Desdémona para sugerir que sus actos incestuosos deben tomarse a la ligera al juzgarla. Al describir su cabello, escribió que sus "trenzas no eran delicadas como las de una niña, sino pesadas y femeninas, con un poder natural, como la cola de un castor". Según Penelope Music of Book Magazine, la falta de coincidencia en el tono de las dos últimas palabras en comparación con el resto de la oración fue tal que la experiencia de lectura cambió de "realismo mágico común y corriente a verdadera comedia subversiva". Los abuelos y los padres de Cal ilustran un ejemplo de ironía: sus abuelos se asimilan a la cultura estadounidense a través del trabajo duro y luchas, mientras conservan ciertas costumbres antiguas. Sus padres, sin embargo, abandonan sus raíces por un estilo de vida más cómodo. En otro incidente, el restaurante propiedad de los Stephanides se ve envuelto en llamas durante los disturbios de Detroit de 1967. Cal señala que "por vergonzoso que sea decir, los disturbios fueron lo mejor que nos pasó". El restaurante estaba asegurado y los Stephanides obtienen un pago inesperado.

### Modos narrativos
Middlesex está escrito en forma de memorias, y cambia entre la primera y la tercera persona en varios lugares. Usadas como recurso cómico, las narraciones en tercera persona ilustran el alejamiento de Cal de Calliope: cuando él se refiere a ella en tercera persona, la está identificando como alguien que no es él. Patricia Chu, estudiosa de la literatura inglesa, señaló la eficacia de este estilo en el capítulo en el que la adolescente Callie busca información sobre el hermafroditismo. Mientras la adolescente lee el Diccionario Webster, siguiendo el rastro de las definiciones relacionadas con su condición, llega a la entrada de hermafrodita. La narración cambia de lo personal a lo externo, lo que otorga conmoción al descubrimiento final del personaje cuando se enfrenta a la palabra "monstruo".
Aunque el protagonista cambia de género a lo largo del libro, las formas de hablar y pensar de Cal son idénticas a las de Callie. Creyendo que los hombres y las mujeres no tienen disparidades inherentes en sus estilos de escritura, Eugenides trató a Cal y Callie como la misma persona, en términos de voz narrativa. También configuró la voz narrativa en términos de edad al poner a Cal para que relatara toda la historia de una sola vez. Eugenides le dio a su protagonista una perspectiva mayoritariamente masculina, justificando su tratamiento con el razonamiento de que Cal o Callie era un hombre en términos de apariencia, deseos sexuales y cerebro. Le pidió a su esposa y a otras mujeres que revisaran sus enfoques sobre los puntos de vista femeninos de Cal. Las "cosas emocionales" eran precisas, pero Eugenides tuvo que pulir ciertos detalles, como los del esmalte de uñas de los pies.
Al comienzo del libro, cuando Cal analiza la historia y las acciones de su familia antes de su nacimiento, habla con una voz andrógina, con omnisciencia limitada, y reconoce que está fabricando algunos de los detalles. John Mullan, profesor de inglés del University College London y colaborador de The Guardian, escribió que al permitir que Cal sea consciente de los pensamientos de los demás personajes de manera poco realista, Eugenides contraviene intencionalmente un estándar elemental en la narración de ficción. En las páginas finales de la novela, Cal brinda detalles minuciosos sobre los momentos de la muerte y los pensamientos de su padre en un accidente automovilístico sin sentido, a pesar de que está a varios miles de kilómetros de la escena y solo se entera de la tragedia por su hermano. Cal tiene la capacidad de habitar en la mente de los demás porque, como mujer que se ha convertido en hombre, su identidad no está limitada por su propio cuerpo. Según Mullan, esta "movilidad de identificación se convierte en un principio narrativo" y se explota a fondo en Middlesex . La novela sigue el principio de que las personas son moldeadas por eventos anteriores a su nacimiento, y Eugenides explora la vida prenatal de un personaje en términos de sus genes, el narrador, sin embargo, está sujeto al principio de que todo lo que no sabe es producto de su imaginación. Como tal, las declaraciones contradictorias resaltan la naturaleza poco confiable de la narración de Cal. Mientras narra la historia anterior a su nacimiento, comenta: "Por supuesto, un narrador en mi posición (prefetal en ese momento) no puede estar completamente seguro de nada de esto". Sin embargo, más tarde dice: "Solo yo, desde la caja privada de mi huevo primordial, vi lo que estaba pasando". La omnisciencia dudosa, la narración dudosa y las parodias de Cal se combinan para mostrar que su falta de fiabilidad es una travesura.
The Kirkus Reviews describió a Middlesex como una "combinación virtuosa de elegía, estudio sociohistórico y aventura picaresca", y Adam Begley en el New York Observer lo llamó "una forma híbrida, épica cruzada con historia, romance, comedia, tragedia". " Otras reseñas también clasificaron el libro en varios géneros. Cubriendo la vida de tres generaciones de la familia Stephanides, Middlesex es considerada una saga familiar por la novelista Geraldine Bedell. El libro es más que una mera saga familiar, según Samuel Cohen en su artículo para Twentieth Century Literature, describe las pruebas y tribulaciones de Stephanides a través de eventos históricos. Cohen no está convencido por la declaración de Eugenides de que Middlesex no fue concebida como una novela histórica, dijo que la novela cumplía gran parte de los criterios del género. Cal, al narrar su historia en 2002, describe eventos desde principios de la década de 1920 hasta mediados de la década de 1970. Según Cohen, la diferencia en los marcos temporales, al menos 25 años de diferencia, "establece que la novela está ambientada de forma segura en el pasado".
Según Stewart O'Nan de The Atlantic, la narración de Cal evoca el estilo de la novela picaresca, relatando eventos que ya ocurrieron y presagiando el futuro a través de "vislumbres portentosos". Francisco Collado-Rodríguez, profesor de literatura estadounidense, calificó el comienzo de Middlesex como una crónica historiográfica y metaficcional por su discusión de hechos como la guerra greco-turca y el incendio de Esmirna. También consideró la primera sección de la novela como una tragicomedia sobre la migración de Stephanides desde Grecia y su asimilación a América. Soar planteó el pasaje de Desdémona y Lefty como una comedia romántica: los amantes, hermano y hermana, fingen ser extraños que se encuentran por primera vez, intentando "desconocerse a sí mismos, remitologizarse desarrollando un pasado con el que podrían vivir, desconocido y por lo tanto permisible". A medida que avanza la historia, Middlesex se convierte en una novela social sobre Detroit, que analiza la reclusión de vivir en un suburbio en la década de 1970. Al final de la novela, la historia adopta el tono del género policiaco.
La obra es caracterizable como una "dramática"  novela de aprendizaje con un "gran giro", porque se revela que la historia de la mayoría de edad es incorrecta: después de ser criado como mujer, Cal debe aprender a convertirse en hombre. El libro tiene "dos mitades distintas y ocasionalmente en guerra". Mientras que la primera parte trata sobre los hermafroditas, la segunda trata sobre los griegos. La segunda mitad, "llena de incesto, violencia y terribles secretos familiares", fue considerada más efectiva por Daniel Mendelsohn, autor y crítico, porque Middlesex trata en gran medida de cómo Callie heredó el gen crítico que "termina definiendo su indefinible vida".
Escribiendo para The New Republic, James Wood clasificó a Middlesex como una historia escrita en la vena del realismo histérico. Dijo que la novela está influenciada por su propio relato de "emociones, patrones e inverosimilitudes que se encuentran en el lado suave del realismo mágico". Tales momentos en el libro incluyen cómo dos primos conciben "en la misma noche y en el mismo momento" y cómo años después, esos niños se casan entre sí. Woods también señaló las aparentes coincidencias que involucraban los lugares. Esmirna es la ciudad en llamas de la que huye para comenzar una nueva vida, New Smyrna Beach es donde pasa su jubilación. Sirviendo efectivamente como un doble sentido, el título del libro hace referencia al nombre de la calle donde se aloja Cal y describe su situación: un hermafrodita criado como niña pero que decide convertirse en niño. La condición de Cal también se refleja en la elección del lugar para narrar la novela: Berlín era anteriormente una ciudad de "dos mitades o sexos" (Este y Oeste).

## Temas

### Renacimiento
Tras el incendio de Esmirna, Lefty y Desdémona deben comenzar una nueva vida. Cuando tiene 14 años, Callie experimenta un segundo nacimiento para convertirse en Cal. Para convertirse en hombre, Callie peregrina por los Estados Unidos y se convierte en partera de su nueva vida enseñándose a sí misma a olvidar lo que ha aprendido como mujer. Asimismo, los abuelos de Cal experimentan una transformación, convirtiéndose en marido y mujer en lugar de hermano y hermana. Middlesex profundiza en el concepto de identidad, incluyendo cómo se forma y cómo se administra. La situación del inmigrante es una metáfora y una sinécdoque de la condición hermafrodita de Calíope, Los abuelos paternos de Callie se americanizaron a través de la fusión de los elementos de la herencia, las metamorfosis culturales y la probabilidad. El abuelo materno de Callie, Jimmy Zizmo, experimenta un renacimiento cuando se transforma de contrabandista en Fard Muhammad, un ministro musulmán.

### Sueño americano
Middlesex rastrea las pruebas y adversidades que enfrentó la familia Stephanides en su búsqueda del Sueño Americano. Comenzando con Lefty y Desdémona, los abuelos de Cal, que huyen de su tierra natal a Ellis Island y los Estados Unidos, la novela luego describe a la familia viviendo en los suburbios de Grosse Pointe, Míchigan. Después de emigrar a los Estados Unidos, Lefty y Desdémona se encuentran en una América dichosa al borde del colapso económico. Sueñan con una América perfecta donde el esfuerzo y la moral les lleven a la buena fortuna. Sin embargo, deben buscar alcanzar esta perfección durante un período caracterizado por la Ley Seca y la legislación xenófoba contra la inmigración. Middlesex describe las tribulaciones para lograr una identidad, especialmente cuando se trata de la revelación de que el Sueño Americano es una ilusión que ya ha desaparecido.

### Relaciones raciales
Middlesex retrata las relaciones raciales entre personas de diferentes culturas, Mendelsohn consideró el manejo de este tema "predicador y nervioso" en los Estados Unidos, un país fuertemente nativista en la década de 1920, los inmigrantes griegos sufrieron numerosas humillaciones a manos de blancos prejuiciosos. Cuando el abuelo de Cal, Lefty, un inmigrante griego reciente, trabaja en una de las fábricas de automóviles de Henry Ford, los investigadores de Ford intentan americanizarlo. Visitan su casa para asegurarse de que ha estado viviendo como un estadounidense típico. Por ejemplo, durante su primera lección de inglés, a Lefty se le enseña que "los empleados deben usar suficiente agua y jabón en el hogar". Los nativistas de mente estrecha creen que los inmigrantes del sur y este de Europa desconocen el valor del agua y el jabón.
Según el erudito Robert Zecker, la novela describe la pobreza de los afroamericanos pero no ilustra sus causas. Ninguno de los personajes piensa en cómo 500.000 afroamericanos fueron colocados en áreas habitables estrechas, y la amargura y la ira que se derivan de tales condiciones. Los afroamericanos no olvidan los años de opresión que han soportado. Sin embargo, los estadounidenses de origen griego, al igual que otros blancos, no recuerdan que los afroamericanos fueron asaltados por blancos en 1943 y luego enfrentaron más de dos décadas de opresión. Zecker señaló que en vez de ello, los personajes de la novela creen que los disturbios de Detroit de 1967 son "cataclismos inexplicables que surgieron de la nada".
La novela repasa los brutales ataques, que duraron una semana, contra los negros en Detroit durante la Segunda Guerra Mundial. Años más tarde, en 1967, a Lefty se le dice incorrectamente que los disturbios de ese año en Detroit fueron iniciados por un hombre negro que violó a una mujer blanca, esta falsedad nunca se rectifica. Sin embargo, a pesar de esta información errónea, Lefty niega el servicio a varios clientes blancos que participaron en los disturbios. Un cliente despedido incluso le grita: "¿Por qué no regresas a tu propio país?", lo que le devuelve el foco al prejuicio racial.
La relación entre los grecoamericanos y los afroamericanos está plagada de prejuicios. Por ejemplo, durante la Gran Depresión, Desdémona se sorprende y siente humillada porque tendrá que trabajar en el Black Bottom, un barrio predominantemente negro. Cuando los afroamericanos son golpeados o aprovechados por los blancos, los personajes de Middlesex "de repente son miopes" ante el prejuicio racial. A pesar de estar en los Estados Unidos por sólo 10 años y habiendo experimentado el racismo ella misma, puede, señaló Zecker, "recitar de corazón los desaires a los negros como flojos, sucios, sexualmente promiscuos e incapaces de ayudarse a sí mismos". Ella y otros blancos, incluidos los blancos inmigrantes, sienten rabia porque están "convencidos de que de alguna manera fueron expulsados de Detroit después de 1967". Mientras paseaba por el barrio, un grupo de hombres afroamericanos holgazaneando frente a una barbería le silban a Desdémona y hacen comentarios lascivos, confirmando así el estereotipo racial.
Zecker comentó que, en un giro irónico, inmediatamente después de los disturbios, la familia de Desdémona es avergonzada por un agente inmobiliario blanco que "duda de su aptitud (blancura)" para vivir en la rica ciudad de Grosse Pointe. En la década de 1970, los afroamericanos, en lugar de los mediterráneos, fueron discriminados mediante líneas rojas. Zecker opinó que al enmarcar a los afroamericanos como los "destructores eternos" y a las etnias blancas como "una vez más los inocentes oprimidos", Eugenides "captura perfectamente la narrativa dominante del declive urbano a principios del siglo XXI en el Zeitgeist estadounidense". La liquidación del seguro por los daños causados en los disturbios permite a los Stephanides comprar una casa lejos de los afroamericanos. La familia participa en la fuga blanca de la ciudad para evitar la desegregación racial en las escuelas públicas, enviando a Cal a una escuela privada.

### Identidad étnica
Cuando Lefty y Desdémona se ven obligados a emigrar a los Estados Unidos, tienen mentalidades diferentes. Mientras que Lefty adopta las costumbres del nuevo país, Desdémona insiste en que seguirá las costumbres del antiguo. Está enojada, por ejemplo, porque le cortan el "cabello de inmigrante", ya que no quiere "lucir como una Amerikanidha" y decide volver a dejarse crecer el cabello de inmediato. Lefty intenta asimilarse a la cultura estadounidense aprendiendo inglés con entusiasmo. Lina, la prima de Lefty y Desdémona, es el modelo de integración de inmigrantes. Cal señaló: "En los cinco años transcurridos desde que salió de Turquía, Surmelina había logrado borrar casi todo lo identificable como griego en ella".
El padre de Cal, Milton, y sus amigos y familiares aprecian sus reuniones dominicales. Debaten y se cuentan historias, intentando recuperar sus raíces étnicas. Un Milton "contrario" disfruta debatiendo sobre Richard Nixon y Henry Kissinger y lamentando el alto costo de las velas de la iglesia. Eugenides regresa repetidamente a la reunión anterior a la concepción de Cal, para "fabricar una psicología que impulse su narración". A medida que los inmigrantes intentan mantener su identidad, el escenario está preparado para la pluma de Cal incluso antes de que sea concebido.
Middlesex ahonda en el cisma y la reconciliación de dos opuestos, contrastando las experiencias y opiniones de hombres y mujeres, de los griegos americanos y los protestantes blancos anglosajones, de griegos y turcos, y de afroamericanos y americanos blancos. El crítico Raoul Eshelman señaló que, a pesar de estos conflictos, el narrador es capaz de lograr una "reconciliación étnica" cuando se muda a Berlín y vive con los turcos, pueblo que había asesinado a sus antepasados a principios del siglo XX y quien indirectamente había permitido a sus abuelos consumar su relación incestuosa. Alkarim Jivani opinó en el programa Newsnight de actualidad de BBC Television que "solo un niño de la diáspora puede hacer eso, porque estamos en el umbral de dos habitaciones". La novela también demuestra que el amor y la familia son vitales no solo para las personas con géneros inequívocos, sino también para los hermafroditas.
La familia inmigrante griega experimenta una aculturación de tres fases que les ocurre a las familias inmigrantes, según la investigación del erudito Merton Lee sobre el trabajo del sociólogo George A. Kourvetaris. Cada generación se identifica con diferentes nacionalidades y culturas. En la primera generación, los miembros de la familia se clasifican a sí mismos como de nacionalidad griega. En la segunda generación, los niños se clasifican a sí mismos con una nacionalidad estadounidense y una religión ortodoxa griega. En la tercera generación, los nietos, que constituyen el grupo más aculturado, se caracterizan por el "estatus de inmigración griega como clase".
El linaje de Stephanides es de Bithynios, un pueblo en Asia Menor donde la minoría griega de comisionistas tiende a tener relaciones incómodas con la mayoría turca. Ésta minoría no se asimila debido a sus pequeños negocios mercantiles y porque su país anfitrión es antagónico con ellos. Desdémona, inmigrante griega de primera generación, refleja una fijación por no asimilarse. Ella le dice a su esposo Lefty que no quiere convertirse en una "Amerikanidha" y le asusta que el esposo de su prima Lina, Jimmy Zizmo, sea un griego póntico . Desdémona considera que los pontianos son griegos adulterados porque habitaban Turquía, donde algunos se hicieron musulmanes y no siguieron la religión ortodoxa griega.
Daniel Soar opinó que el Ulu Dag, un paralelo de Bithynios, sirvió bien como punto de partida de una debacle (el eventual nacimiento de una persona intersexual) que es el "catalizador de la historia". En el Monte Olimpo, durante la época de Justiniano, los misioneros transportaban de contrabando huevos de gusanos de seda desde China a Bizancio.  Se traza un paralelo cuando Desdémona, una criadora de capullos de seda, intenta llevarlos a Detroit. Debido a que los huevos de gusano de seda son considerados parásitos por los funcionarios de inmigrión ella a debe deshacerse de ellos. Soar señaló que "para los tres generaciones de griegos americanos que pueblan Middlesex, las moreras del Monte Olimpo son un comienzo apropiadamente antiguo: son el huevo dentro del cual todo comenzó".

## Alusiones a los mitos griegos

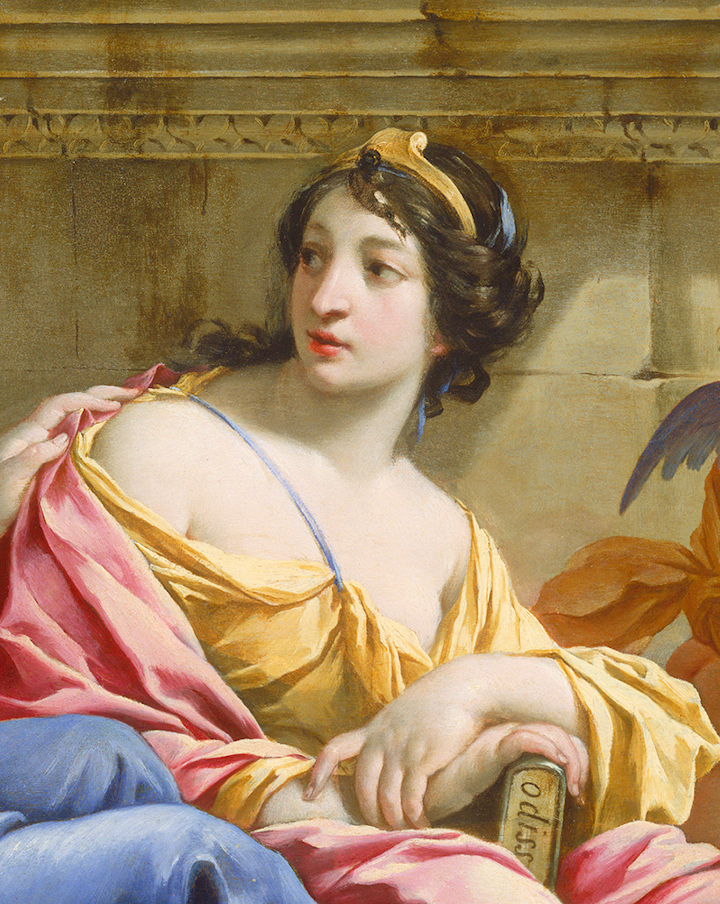
Calíope, la musa de la poesía heroica, es homónima del protagonista de Eugenides.

Middlesex tiene varias alusiones a los mitos clásicos griegos, por ejemplo, el protagonista lleva el nombre de Calíope, la musa de la poesía heroica. Eugenides se inspiró en parte en las exploraciones del hermafroditismo en los mitos griegos para escribir sobre un hombre intersexual. En Middlesex, Cal representa la historia de Hermafrodito, la deidad griega de la bisexualidad y el afeminamiento, mientras se gana la vida a duras penas en San Francisco. Mientras narra, Cal entra en los pensamientos de sus antepasados y se identifica con ellos, una habilidad que posee Hermafrodito. El protagonista se compara con otra figura mítica: Tiresias, el profeta ciego de Tebas, el vidente omnisciente que vivió siete años como mujer a causa de una maldición.
Eugenides y varios críticos compararon la condición de Cal con criaturas míticas descritas por los antiguos griegos. El autor aludió a la naturaleza y herencia de su protagonista al Minotauro, la criatura mitad hombre y mitad toro. El padre de Cal es concebido después de la asistencia de sus abuelos a una obra de teatro titulada El Minotauro. El rompecabezas de la identidad genética de Cal es similar al laberinto de la criatura, y el hilo que sale del laberinto lo sostiene aquí su abuela paterna, una antigua granjera de seda. Frances Bartkowski, estudiosa del inglés, denominó a Callie en su pubertad como una quimera. El monstruo mítico es una analogía de una personalidad compleja, una mezcla de partes del cuerpo de varios animales, cada uno de los cuales representa un aspecto o característica humana. De manera similar, la adolescente Callie es una amalgama de sus genes, ni masculino ni femenino, ni adulto ni niño, y sin embargo, todos al mismo tiempo.
En la columna de su libro para Detroit Free Press, Marta Salij dijo que la crisis de identidad de Cal se parece al destino de Odiseo. Mientras que Poseidón le causa problemas al héroe mítico y Atenea lo ayuda, el protagonista intersexual se ve afectado por sus cromosomas de manera similar. John Sykes, profesor de inglés y educación religiosa, señaló otra referencia al héroe griego: de manera similar al cumplimiento de Edipo de la profecía de Pythia de matar a su padre y casarse con su madre, Callie valida la predicción que hizo su abuela antes de su nacimiento al adoptar una identidad masculina. Eugenides también usó las alusiones a la mitología griega y la música pop moderna para mostrar el paso de rasgos familiares e idiosincrasias de una generación a la siguiente.

## Naturaleza versus crianza
La novela examina en detalle el debate entre la naturaleza y la crianza. Al comienzo de la novela, Cal escribe: "Canta ahora, oh musa, la mutación recesiva de mi quinto cromosoma."  Luego se disculpa, diciendo: "Lo siento si me pongo un poco homérico a veces. Eso también es genético". Esta es una alusión al poeta Homero, quien también fue cautivado con el debate naturaleza versus crianza. De hecho, el propio Cal confiesa: "Si fueras a idear un experimento para medir las influencias relativas de la naturaleza frente a la crianza, no podrías encontrar nada mejor que mi vida".
Callie heredó la mutación de un gen que causa la deficiencia de 5-alfa-reductasa, que impide la conversión de testosterona en dihidrotestosterona. Mientras que la primera hormona hace que el cerebro se vuelva masculino, es la segunda la que moldea los genitales masculinos. Cuando Callie llega a la pubertad, sus niveles de testosterona aumentan significativamente, lo que resulta en la formación de una manzana de Adán más grande, el ensanchamiento de sus músculos, la profundización de su voz y el aumento de su clítoris para parecerse a un pene. Los médicos determinan que Callie tiene los cromosomas XY de un hombre después de inspeccionar sus genitales. Los padres de Callie la llevan a la ciudad de Nueva York para ver al Dr. Peter Luce, un destacado experto en hermafroditismo, quien cree que debe conservar su identidad femenina. Luce planea una cirugía de reasignación de género para convertirla en mujer. Sin embargo, Callie sabe que se siente atraída sexualmente por las mujeres y decide huir para buscar una identidad masculina. Cuando Cal tiene una relación sexual con la fotógrafa japonesa-estadounidense Julie al final del libro, es capaz de amar "sin necesidad de penetrar el objeto de su deseo".
Mark Lawson de The Guardian señaló que la causa de la condición hermafrodita de Cal es un gen recesivo heredado. Según la profesora de psicología de UC Riverside, Sonja Lyubomirsky, la novela examina cómo los rasgos de un individuo no se deben únicamente a la naturaleza ni a la crianza. Del mismo modo, el género de Cal no se puede definir únicamente como masculino o femenino. Más bien, es tanto masculino como femenino. Al abordar cómo el determinismo genético puede haber renovado las creencias antediluvianas sobre el destino, Eugenides refuta las creencias posfreudianas de que los rasgos de una persona se deben principalmente a la crianza. Así, la novela enfrenta a la biología evolutiva con el libre albedrío. Eugenides buscó encontrar un compromiso entre estos dos puntos de vista. Al explicar que el género es un "concepto muy estadounidense", cree que "los humanos somos más libres de lo que creemos. Menos determinados genéticamente."

## Identidad de género y estatus intersexual
Criado como una niña, Cal se ve a sí mismo como una niña a la que le gustan otras niñas. Su capacidad de tener un "esquema de género femenino" a pesar de tener genes masculinos, corrobora la posición construccionista de que la identidad de género depende totalmente de las influencias externas. Sin embargo, cuando Callie descubre que podría haber sido criado como un niño, renuncia a su género femenino y reconoce su identidad de género elegida como masculina. Renegar del género femenino antes de conocer los rasgos masculinos refuerza el argumento a favor de la "ideología esencialista de la identidad". El abrazo de Cal a su identidad masculina inherente y la renuncia a su identidad de género femenino de la infancia se articula cuando reflexiona: "Nunca me sentí fuera de lugar siendo una niña, todavía no me siento del todo a gusto entre los hombres".
Cal exhibe muchas características masculinas cuando es un niño. Él escribe: "Empecé a exudar algún tipo de masculinidad, en la forma en que tiré y atrapé mi borrador, por ejemplo". En otro incidente, Cal explica cómo sus inclinaciones eran masculinas. Mientras que sus compañeras de clase están desconcertadas por la sangre en la Ilíada, Cal está "encantado de [leer sobre] las puñaladas y las decapitaciones, los ojos arrancados, las jugosas evisceraciones". Cal reflexiona sobre su identidad de género y cómo los hombres y las mujeres se asocian entre sí, reflexionando: "¿Vi a través de los trucos masculinos porque estaba destinado a maquinar de esa manera yo mismo? ¿O las chicas también ven a través de los trucos y simplemente fingen no darse cuenta?" 
Cal también exhibe características femeninas, lo que le permite al Dr. Luce clasificarla como poseedora de una identidad de género femenina. En un video casero tomado cuando Cal era un niño, su madre le da una muñeca y él lao amamanta con un biberón. Luce observa cuidadosamente las acciones de Callie y las diagnostica como femeninas, lo que le lleva a determinar que Callie tiene una identidad de género femenina. Luce luego concluye que la identidad de género se nutre y se graba en los niños a edades tempranas.
Determinar el sexo es paradójico porque los personajes creen que la vista exterior de los genitales identifica el sexo de uno. La transformación de Cal en hombre hace añicos esta creencia y la metodología detrás de la determinación del género. Eugenides aborda lo difícil que fue para los humanos idear una "clasificación universal para el sexo". A través de Cal, la erudita Angela Pattatucci Aragon declaró que Eugenides opina que el sistema de 1876 ideado por Edwin Klebs que usaba tejido gonadal para determinar el sexo proporciona la respuesta más precisa.
Según el activista intersexual y académico Morgan Holmes, Eugenides postula que la atracción sexual de una persona determina su género. El deseo de Cal de convertirse en hombre porque desea mujeres demuestra un vínculo entre la identidad de género y la sexualidad. Si bien a Callie no se le permite amar abiertamente al Objeto oscuro, Cal puede amar libremente a Julie. Holmes cree que la representación de Callie "niega el lugar legítimo del deseo lésbico y lo reescribe como heterosexualidad masculina". La crítica literaria Georgia Warnke tiene una opinión similar. Ella escribe que al tomar estas decisiones en la novela, Eugenides está de acuerdo con la creencia de que sentirse atraído por las mujeres es "masculino" y, por lo tanto, es "más natural" que un hombre se sienta atraído por una mujer que una mujer por una mujer.. Daniel Mendelsohn de The New York Review of Books argumentó que Callie no tiene que ser un hombre para sentirse atraído por las mujeres, ella podría ser gay. Como adulto, Cal se jacta: "Los senos tienen el mismo efecto en mí que en cualquiera con mi nivel de testosterona". Mendelsohn señaló que esta afirmación asombrará a los "lectores masculinos homosexuales de Eugenides (presumiblemente ricos en testosterona)". La académica Rachel Carroll estuvo de acuerdo y escribió que el interés erótico de la adolescente Callie por las chicas "se explica y legitima retroactivamente, mediante el descubrimiento de su 'verdadera naturaleza biológica'". La identidad de género de Cal es posterior en lugar de anterior a sus intereses sexuales. Carroll postuló que la incapacidad de Cal para formar relaciones heterosexuales como adulto no se basa en que sea intersexual, sino en su rechazo de las ambigüedades sexuales que forman sus intereses sexuales cuando era joven.
Cuando Callie está en Nueva York, va a la Biblioteca Pública de Nueva York y busca el significado de la palabra " hermafrodita ", se sorprende cuando la entrada en el diccionario concluye con "Ver sinónimos en MONSTER". Callie no es un Frankenstein, ella es más como Bigfoot o el monstruo del Lago Ness. Bartkowski afirmó que el mensaje de Eugenides es que "debemos dejar salir a nuestros monstruos, que exigen y merecen reconocimiento, somos nosotros: nosotros mismos, idénticos, otros". Morgan Holmes, antes de ISNA, describe cómo el libro construye un personaje intersexual cuya vida reproduce "la fascinación social con lo monstruoso y lo desviado".
Seven Graham escribió en Ariel, una revista publicada por la Universidad de Calgary, que el uso "persisente" de Eugenides  de la palabra "hermafrodita", en lugar de "intersexual", alude a Hermafrpodito. Hermafrodito, un joven, es perseguido por la ninfa Salmacis. Ella le ruega a los dioses que la unan a él, y ellos literalmente cumplen su deseo. El nombre de Hermafrodito está compuesto de los nombres de sus padres: Hermes y Afrodita. Instantáneamente se convierte en alguien de ambos sexos. Devastado porque ya no es completamente masculino, "maldice" el lugar donde conoció a Salmacis por primera vez. Graham afirmó que el uso de "hermafrodita" tiene connotaciones negativas: Basado en esta historia de origen, la suerte del hermafrodita es miserable, asociada con el desempoderamiento, el robo de identidad y una existencia dual infeliz. Además, el término "hermafrodita" puede considerarse problemático porque alude a un estado imposible del ser: nadie puede ser igualmente hombre y mujer y el término preferido "intersexual" indica un estado combinado en lugar de dividido. Si bien el término moderno podría indicar la posibilidad de redefinir la ambivalencia sexual, Cal se asocia en la novela con el término mítico y todas sus connotaciones. Su conexión con esta figura trágica se confirma por su actuación como "Hermafrodito" en un espectáculo sexual a la edad de catorce años, justo cuando comienza su transición de mujer a hombre.
Al escribir que pertenece a la Intersex Society of America, Cal señala que no ha participado en ninguna de las manifestaciones del grupo porque no es una "persona política". Mientras discute el activismo político, Cal usa la palabra "intersexual", aunque en otras partes de la novela, usa la palabra "hermafrodita". En la década de 1920, Bernice L. Hausman describió la "intersexualidad" como un "continuo de diferencias sexuales fisiológicas y anatómicas", cuestionando la noción de un "sexo verdadero" oculto en los tejidos del cuerpo. Aunque "hermafrodita" está agobiado por las implicaciones de la anomalía, "intersexualidad" es un neologismo que trata de "naturalizar varios sexos, que en sí mismos ocurren naturalmente". Debido a que Cal usa "hermafrodita", indica que los únicos géneros normales son las clasificaciones de masculino y femenino. Un miembro del club de lectura de Oprah le preguntó a Eugenides por qué usaba el término "hermafrodita" a pesar de que su uso era "terriblemente ignorante o imperdonablemente insensible". Eugenides respondió que reservaba "hermafrodita" para un personaje literario: Hermafrodito. Dijo además: "Cuando hablo de personas reales, debería, y hago todo lo posible por hacerlo, usar el término 'intersexual'". Señalando que una de las fuentes iniciales que consultó fue la revista Hermaphrodites with Attitude publicada por la Intersex Society of North America, dijo que esos escritores han "cooptado" el término "hermafrodita". Su acción recuerda, escribió Eugenides, cómo algunos miembros de la comunidad gay han "recuperado" el término "queer". Eugenides declaró que no sorprende que Cal use "hermafrodita" y explicó más: "Es paradójico: Cal puede decir 'hermafrodita' pero yo no. O no debería." 

## Incesto e intersexualidad
El incesto y la intersexualidad es otro tema en Middlesex. Eugenides examina los sentimientos apasionados que los hermanos que viven en reclusión experimentan el uno por el otro. Milton y Tessie, primos segundos, son concebidos durante la misma noche, insinuando el incesto de Desdémona y Lefty. La relación incestuosa de Desdémona y Lefty es una transgresión de un poderoso tabú, que indica que alguien sufrirá por sus errores, en cierto modo, la condición intersexual de Cal simboliza la hibris griega. En otra relación incestuosa, Milton le hace el amor a Tessie usando un clarinete que frota amorosamente contra ella, su relación incestuosa les lleva a aportar genes mutados a su hijo Cal. La madre de Cal interfiere con el destino al intentar convertir a su segundo hijo en una niña. Cal cree que esta interferencia fue un factor para que fuera intersexual. Por el contrario, la relación de Cal con su hermano Chapter Eleven, es indicativa de las posibles disimilitudes que son producto de lo biosocial.
Thea Hillman, activista intersexual y miembro de la junta de la -ahora desaparecida- Intersex Society of North America (ISNA), escribió en Lambda Book Report, 2002, que la combinación de incesto e intersexualidad es "inexacta y engañosa". Al señalar que el incesto es un tabú social odiado que tiene "repercusiones vergonzosas, patológicas y criminales", criticó a Eugenides por subrayar que la condición intersexual de Cal se debe al incesto. Hillman afirmó que esto se suma a la creencia errónea de que las personas intersexuales son "vergonzosas y enfermas" y un peligro para el bienestar de la sociedad.
Seven Graham está de acuerdo con Hillman y Holmes, escribiendo que Cal es semejante a los trágicos personajes mitológicos griegos Hermafrodito, Tiresias y el Minotauro. Opinaron que otros personajes "desviados" de la novela, como Lefty y Desdémona, se salvan de las alusiones "trágicas o monstruosas", aunque hay numerosos ejemplos de incesto en la mitología griega. Enumeraron como ejemplos el matrimonio de Edipo y su madre Yocasta, así como el hijo Adonis producido por el incesto entre Tías y su hija Mirra. Graham afirmó que por lo tanto, comparar a Cal, una persona intersexual, con personas que eran "monstruos mitológicos" es "cómplice de [la] explotación" de las personas intersexuales.

## Recepción

### Honores y adaptación
En 2003, Middlesex recibió el premio Pulitzer de ficción. El Pulitzer Board escribió en su informe que Middlesex es una "novela multigeneracional muy realizada, tan animada como inteligente... Al igual que las máscaras del drama griego, Middlesex es comedia y tragedia a partes iguales, pero su verdadero triunfo es su abundancia emocional, presentada con consumada autoridad y gracia". Eugenides asistía al Festival de Escritores de Praga cuando Middlesex ganó el Premio Pulitzer. Cuando un joven fotógrafo de Associated Press le notificó que había ganado el premio, Eugenides dudó y señaló que "parecía muy poco probable que él fuera el mensajero de tales noticias". En ese momento, Eugenides estaba con el autor canadiense Yann Martel, quien confirmó las palabras del fotógrafo luego de revisar la computadora del hotel. Un camarero le trajo champán a Eugenides y las mujeres griegas comenzaron a besarlo. Cuando los periodistas llamaron a Eugenides, él se negó a atender sus llamadas y dijo en una entrevista posterior que quería "celebrar el momento en lugar de saltar de inmediato a la vorágine de los medios".
La novela recibió el Ambassador Book Award, el Premio de Novela Camino de Santiago de España y el Great Lakes Book Award. En 2003, fue finalista en la categoría de ficción del Premio del Círculo Nacional de Críticos del Libro. Middlesex también fue finalista del Premio Literario Lambda, que se otorga a la literatura LGBT. En 2003, la novela fue preseleccionada pero no ganó el Premio Literario Internacional IMPAC de Dublín. Entertainment Weekly, Los Angeles Times y The New York Times Book Review consideraron a Middlesex como uno de los mejores libros de 2002. En 2007, Oprah Winfrey eligió Middlesex para ser discutido en su club de lectura. Eugenides fue invitado al programa de Oprah con varias personas intersexuales que contaron sobre sus vidas. En 2011, Eugenides fue entrevistado por el profesor de inglés del University College London John Mullan en The Guardian Book Club.
La versión en audiolibro de Middlesex fue lanzada por Macmillan Audio en septiembre de 2002. Leído por Kristoffer Tabori, el audiolibro tiene 28 lados, cada lado con un estilo único de música introductoria que complementa la atmósfera y la trama de la saga. En 2003, el audiolibro recibió un premio Audie en la categoría de "ficción íntegra".

### Recepción de la crítica
Algunos críticos no estuvieron satisfechos con el alcance de la novela. Daniel Mendelsohn de The New York Times Book Review escribió que, temáticamente, no había razón para que un griego fuera intersexual o viceversa y que Eugenides tenía dos historias desconectadas que contar. Clay Risen de Flak Magazine creía que la experiencia del inmigrante era el "corazón de la novela", lamentando que minimizaba la historia de Callie/Cal, que es un "personaje tan fascinante que el lector se siente estafado por no haberlo llevado más lejos". Risen hubiera deseado leer más sobre los eventos entre la adolescencia y la edad adulta de Cal, sobre las experiencias de Cal en la universidad como persona intersexual y las relaciones que tuvo. Lisa Zeidner del Washington Post opinó que Eugenides ideó esta asimetría a propósito. Stewart O'Nan de The Atlantic también sintió que la breve descripción de la infancia de Callie era insufucuente, el libro "pasa por alto" cómo su madre no reconoció que Callie tenía genitales masculinos cuando estaba lavando o vistiendo a Callie. Además, O'Nan caracterizó la relación de Cal con la fotógrafa japonesa-estadounidense Julie como "subdesarrollada", lo que provoca que el lector no la experimente en su totalidad. Michelle Vellucci de People tuvo la misma opinión sobre el final de la novela y escribió que la conclusión se percibe como "apresurada".
Lisa Schwarzbaum de Entertainment Weekly consideró la novela como una "historia inquieta y de gran corazón" y la calificó con una A -. Lisa Zeidner de The Washington Post opinó que Middlesex "no solo ofrece incesto a la Ada y un viaje por carretera al estilo Lolita, sino suficientes detalles densos para mantener a los fanáticos de la lectura atenta maníacamente ocupados". Tami Hoag de People estuvo de acuerdo y escribió que "este festín de novela es emocionante en el alcance de su imaginación y sorprendente en su ternura". Andrew O'Hehir de Salon estuvo de acuerdo y elogió a Middlesex como una novela "épica y maravillosa" llena de numerosos personajes y sucesos históricos. Mendelsohn elogió a Middlesex por su "narrativa densa, entretejida con comentarios sardónicos y posmodernos a la moda". Sin embargo, criticó la obra como un híbrido inconexo. Escribió que Eugenides tuvo éxito con la historia de los inmigrantes griegos, que describió como "auténtica", pero manejó mal el material hermafrodita, que Mendelsohn caracterizó como "poco convincente". La reseña de The Economist afirmó que una descripción más concisa y concentrada del hermafroditismo habría hecho que el libro fuera más "divertido de leer". Jeff Zaleski de Publishers Weekly elogió el retrato de los personajes. Zaleski escribió también que "es difícil imaginar a un escritor masculino serio de épocas anteriores que trascienda sin esfuerzo los estereotipos de género". Paul Quinn, de Contemporary Literary Criticism, elogió la novela y escribió: "Que Eugenides logre conmovernos sin hundirnos en el sentimiento muestra cuán exitosamente ha evitado los tentáculos de la ironía que atrapan a tantos escritores de su generación". Christina McCarroll de The Christian Science Monitor escribió que "Eugenides lucha con un destino que muta y se recombina como cromosomas inquietos, en una novela de extraordinaria flexibilidad, alcance y profundidad emocional".
Marta Salij, de Detroit Free Press, quedó impresionada con la descripción de Detroit en el libro y escribió "al fin Detroit tiene su novela. Lo que Dublín obtuvo de James Joyce -una crónica extensa, ambiciosa, amorosa, exasperada y divertida de todas sus partes buenas y malas- Detroit lo tiene del hijo nativo Eugenides en estas 500 páginas". David Kipen, del San Francisco Chronicle, estuvo de acuerdo y opinó que "entre tantas otras cosas, esta historia digna de elogio y premiada tiene éxito como una nota triturada con el corazón roto sobre el nacimiento de Eugenides en Detroit, una ciudad cuyos vecindarios a veces parece amar". como ama a sus personajes, menos por sus virtudes que por sus defectos. Cualquier libro que pueda hacer que un lector quiera visitar Detroit debe tener una miel de tigre en su tanque".
Varios críticos han nominado al libro para el título de "Gran Novela Americana". Tim Morris, profesor de la Universidad de Texas en Arlington, escribió que la novela era "la última de una larga lista de aspirantes al estatus de Gran Novela Americana", y comparó a Cal con Huckleberry Finn, el narrador de Invisible Man, y J. Sutter en John Henry Days. Alexander Linklater del Evening Standard comentó que los editores estadounidenses eligieron a Middlesex como la próxima gran novela estadounidense para generar progreso para la ficción estadounidense y que Eugenides es considerado el "próximo peldaño de Jonathan Franzen ". Dan Cryer de Newsday escribió que con la publicación de Middlesex, "finalmente, Detroit tiene su propia gran novela estadounidense".
David Gates de Newsweek comparó la novela debut de Eugenides, Las vírgenes suicidas, con Middlesex, escribiendo que la primera novela fue "ingeniosa", "entretenida" y "extrañamente conmovedora", pero que Middlesex es "ingeniosa", "entretenida" y "en última instancia", no tan conmovedora". A pesar de esta crítica, Gates consideró a Middlesex como la novela donde Eugenides "finalmente juega su as de metaficción ". Al comentar que Middlesex es "más discursivo y divertido" que Las vírgenes suicidas, Laura Miller de Salon escribió que las dos novelas tratan sobre la desunión. Max Watman de The New Criterion estuvo de acuerdo y señaló que Middlesex es "divertido, grande, acogedor y maravilloso", a diferencia de la primera novela de Eugenides. Mark Lawson de The Guardian elogió a Middlesex por tener las mismas cualidades únicas que Las vírgenes suicidas, y comentó que Middlesex tenía "la capacidad de describir lo horrible con una voz cómica, una forma de narración inusual y un ojo para los detalles extraños". Lawson señaló que mientras Middlesex se ocupa de los "vínculos" entre el género, la vida y los genes, Las vírgenes suicidas se ocupa de las "conexiones" entre el género y la muerte.
Según Olivia Banner de Signs, las revistas médicas en general tuvieron críticas positivas de la novela por su descripción de la vida interior de las personas intersexuales. Escribiendo en Archives of Disease in Childhood, Simon Fountain-Polley elogió la novela y escribió: "Todos los médicos y las familias que han enfrentado crisis de género o decisiones difíciles sobre la identidad que les cambiaron la vida deberían leer este libro, profundizar en un viaje emocional de descubrimiento, donde el más mínimo cambio de dirección podría conducir a una miríada de vidas diferentes". Abraham Bergman escribió en Archives of Pediatrics & Adolescent Medicine: "Sí, es ficción, pero no puedo imaginar una voz más auténtica y sensible. Debido a que nuestras interacciones suelen tener lugar en entornos limitados y estructurados, como oficinas y hospitales, los pediatras tienen pocas oportunidades de aprender cómo piensan nuestros pacientes jóvenes. Una forma de agudizar nuestra conciencia es escuchar las voces de los niños tal como se expresan en los libros. En Middlesex, la voz es alta y clara". Banner señaló que la mayoría de las reseñas en publicaciones intersexuales y queer elogiaban a Middlesex. El postuló que los temas problemáticos de un "narrador identificado como heteromasculino" y el "hecho de que fue escrito por un hombre heterosexual" pudieron haber sido superados por la necesidad de una lectura apropiada que "desestigmatiza el sexo ambiguo".
La tercera novela de Eugenides, The Marriage Plot, se publicó en 2011. El crítico William Deresiewicz comparó The Marriage Plot y Middlesex, escribiendo que el primero era "mucho más íntimo en tono y escala". The Marriage Plot sigue dos años en la vida de tres personajes, estudiantes de cuarto año de la Universidad de Brown en 1982, mientras que Middlesex sigue la vida de tres generaciones de personajes. Deresiewicz prefirió la novela de 2011 y escribió que "los libros tienen una calidad muy diferente". Criticó a Middlesex por su "[c] prosa languideciente, exposición torpe, dispositivos transparentes, movimientos telegrafiados", "una mezcla de artilugios narrativos con muy poco en mente". En una nota más positiva, Deresiewicz elogió la colorida descripción de Eugenides del "amor joven" en sus tres novelas. En Las vírgenes suicidas, Eugenides retrató con esplendor el intenso miedo durante el sexo virginal, así como Gabriel García Márquez, Premio Nobel de Literatura 1982, en Middlesex, el único evento en el que la novela "cobra vida" es la descripción que hace Eugenides de la relación de Callie con su amante adolescente, y en The Marriage Plot, la novela fue excepcional en sus "dulces bromas de cortejo" y el "papel de chico bueno" que asume el personaje de Mitchell en su interacción con su querida Madeleine.